# Guzior
Guzior, pseudonimo di Mateusz Bluza (Breslavia, 16 luglio 1992), è un rapper polacco.

## Biografia
Si è fatto conoscere grazie al primo album in studio Evil Twin, messo in commercio nel 2017, che ha esordito direttamente in vetta alla OLiS e che per aver venduto 15 000 unità equivalenti ha ottenuto la certificazione d'oro dalla Związek Producentów Audio-Video.
Anche il secondo disco Evil_Things ha riscosso successo a livello nazionale, poiché anch'esso ha fatto il proprio ingresso alla numero uno della classifica degli album, risultando 50º nella classifica annuale e conquistando il doppio disco di platino fissato alle 60 000 unità. Il progetto è stato supportato dall'uscita di svariati singoli, tra cui Płuca zlepione topami, Wifi, Ninja e Tatuaże z henny, che hanno accumulato otto platini per un totale di 160 000 unità combinate certificate dalla ZPAV.
Nel 2020 ha inciso con Oscar83 la hit Fala, certificata diamante dalla Związek Producentów Audio-Video con oltre 100 000 unità vendute, che è contenuta nel terzo disco dell'artista Pleśń. Quest'ultimo, diamante, ha debuttato al vertice della OLiS ed è stato l'11º album più venduto in suolo polacco nel corso del 2020, nonostante sia stato pubblicato a dicembre.

## Discografia

### Album in studio
- 2017 – Evil Twin
- 2018 – Evil_Things
- 2020 – Pleśń
- 2024 – G

### EP
- 2015 – YlloM

### Singoli
- 2015 – W.Samo.Serce
- 2015 – Venice Beach (feat. VNM)
- 2015 – Jebać vibe (feat. Quebonafide)
- 2015 – Clint Eastwood
- 2016 – Tour of the Year 2 (con Deys, Kartky, Wac Toja, Żabson e Igrekzet)
- 2016 – Ōmori Ōmori
- 2016 – Tajfun92
- 2017 – Piniata
- 2017 – SSJ2 (Same kłopoty)
- 2017 – Po staremu (feat. Deys)
- 2018 – Uppercut
- 2018 – MikMik
- 2018 – Płuca zlepione topami
- 2018 – Kevlar (feat. Adamo & DJ Flip)
- 2018 – Wifi
- 2018 – Ninja (feat. Szpaku)
- 2018 – Tatuaże z henny (feat. ReTo)
- 2020 – Nie pytaj czy wniosę ten krzyż
- 2020 – Fala (feat. Oscar83)
- 2020 – Kushkoma
- 2020 – Blueberry
- 2020 – Trapstar
- 2020 – Boiler Room (con Kukon)
- 2022 – Bellucci (con Louis Villain)
- 2022 – Chabo (con Vito Bambino e Favst)
- 2024 – Hill Bomb (con Kuban)
- 2024 – 8mila
- 2024 – Strzelam petem
- 2024 – Łapie okazje